# Emanuel Berg
Emanuel Berg est un joueur d'échecs suédois né le 28 décembre 1981 à Skövde. 

## Biographie
Grand maître international depuis 2004, il a remporté le championnat de Suède d'échecs en 2009 et 2010. Il fut 1er-3e de la Rilton Cup 2004-2005 à Stockholm et 1er-5e de la Coupe Politiken en 2007. En 2007, il remporta le championnat nordique d'échecs à Bergen (Norvège) et participa à la coupe du monde d'échecs 2007 où il fut éliminé au premier tour par ievgueni Naïer.
Au 1er janvier 2018, Emanuel Berg est le troisième joueur suédois avec un classement Elo de 2 549 points.
Emanuel Berg a représenté la Suède lors de sept olympiades de 2002 à 2014, jouant au premier échiquier en 2008 et 2010. Il a également participé au championnat d'Europe d'échecs des nations en 1999, 2005, 2007, 2013 et 2015.